# Milkybar
Milkybar es un chocolate blanco que es producido por Nestlé y vendido en el Reino Unido, Australia, partes de Canadá (como Quebec y Terranova y Labrador así como Provincias marítimas de Canadá), Nueva Zelanda, Ciudad de Nueva York, India, Irlanda, Kuwait, Sudáfrica y España. Es vendido bajo el nombre Galak en Brasil, Ecuador, Venezuela y el resto de Europa continental. Nestlé ha producido chocolate blanco desde los años 1930 y empezó utilizar la marca Galak en 1967. En muchos países europeos una versión con arroz inflado es también disponible. En algunos mercados (notablemente Australia y Nueva Zelanda), Milkybar no contiene manteca de cacao y no es etiquetado como chocolate.

## Anuncios

### Milkybar Kid
El Milkybar Kid ha sido utilizado en televisión publicitaria promoviendo Milkybar en los países donde está vendido. El Milkybar Kid es un niño rubio y joven que lleva lentes, normalmente vestido como vaquero, su eslogan es The Milkybars are on me!, traducible como, "Pago para Milkybars para todos." El papel siempre fue interpretado por un niño masculino hasta 2010 cuando Hinetaapora Short, una chica neozelandesa de ocho años de edad, fue seleccionada para interpretat el papel del Milkybar Kid en la publicidad en su país.

### Galak
Galak fue promovido utilizando la serie animada francesa de 1971 Oum le dauphin blanc ("Zoom el delfín blanco"), con sus personajes que aparecen en el paquete y en anuncios.  En los anuncios, dos niños llamados Yann y Marina y el delfín blanco Oum suelen vencer a villanos como piratas o tiburones.  Nestlé rescindió su uso de esta licencia en 2003, aunque la semejanza de Oum quedaron algunos stocks vendidos en 2004, los cuales dirigieron la serie dueños para demandar derechos de autor.